# Florens V. (Holland)

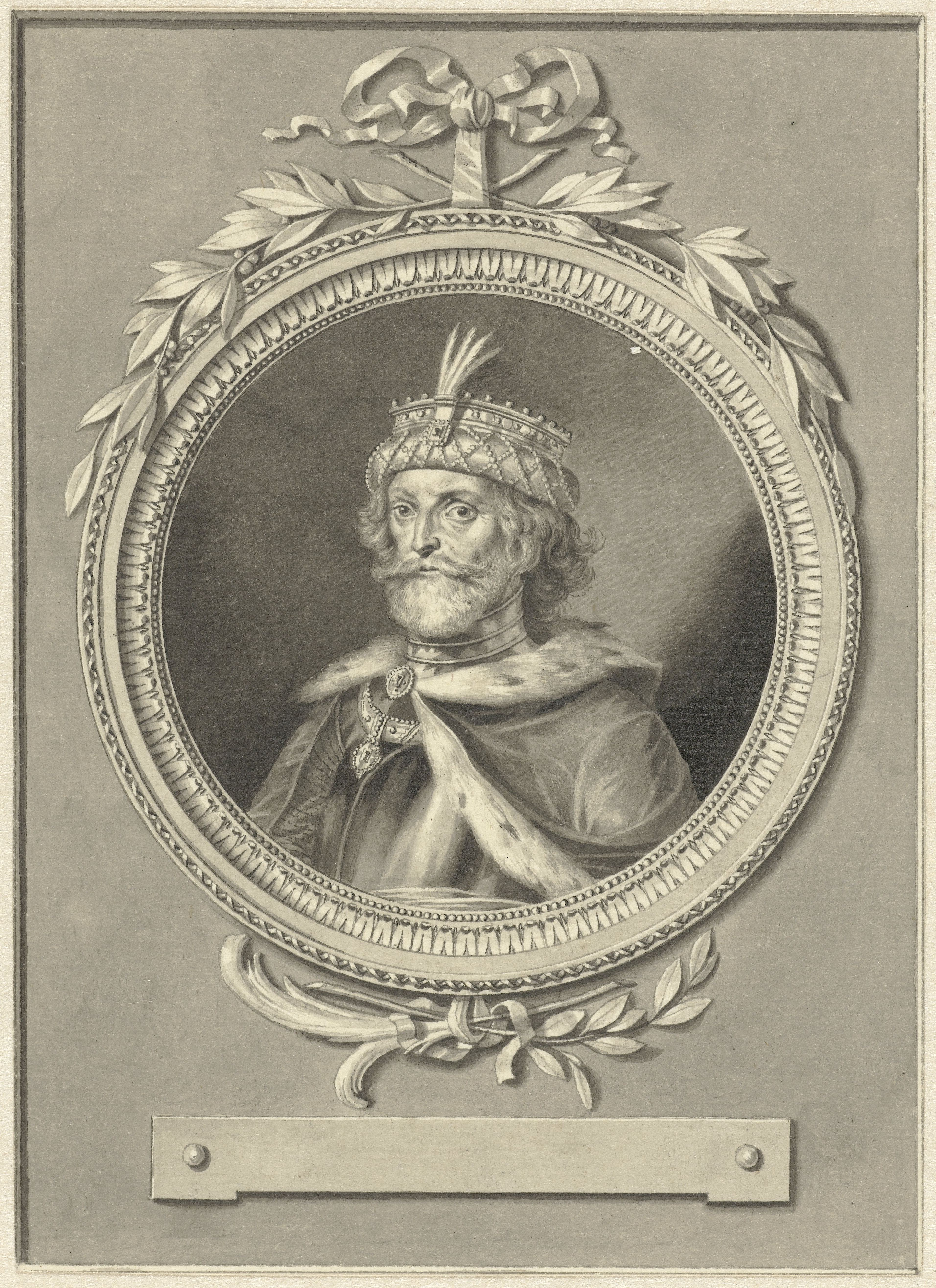
Florens V., Graf von Holland. Zwischen 1771 und 1808 entstandene historisierende Darstellung.

Florens V. (ndl.: Floris V) (* 1254 in Leiden; † 27. Juni 1296 bei Muiden) gilt als einer der bedeutendsten Grafen von Holland.

## Herkunft, Kindheit und Jugend
Florens entstammte dem Geschlecht der Gerulfinger. Er wurde vermutlich im Juli 1254 geboren und war der älteste Sohn von Graf Wilhelm II. von Holland und dessen Frau Elisabeth von Braunschweig. Sein Vater war ab 1248 römisch-deutscher Gegenkönig, ehe er 1254 allgemein als König anerkannt wurde. Er starb aber bereits 1256 bei einem Feldzug in Friesland. Der junge Florens erbte damit die Grafschaft Holland, doch er verbrachte seine Kindheit und Jugend in einer politisch unruhigen Zeit, die von Intrigen und wechselnden Regentschaften geprägt war. Sein Vormund war zunächst sein gleichnamiger Onkel Florens der Vogt. Nach dessen Tod 1258 stand er unter der Vormundschaft seiner Tante Adelheid von Holland und ab 1263 auf Drängen des Adels unter jener des Grafen Otto II. von Geldern, bis er 1266 im Alter von zwölf Jahren für volljährig erklärt wurde.

## Behauptung und Erweiterung seines Erbes
1266 wurde der zwölfjährige Florens für volljährig erklärt, doch er unterstand weiterhin zahlreichen Beschränkungen. Er konnte nur über einen relativ kleinen Teil seines Erbes frei verfügen, weshalb er zunächst versuchte, die Kontrolle über die Besitzungen seines Vaters zurückzugewinnen. 1272 führte er einen Feldzug gegen die rebellischen Westfriesen, der jedoch  ein völliger Fehlschlag wurde. Erst durch einen weiteren Feldzug konnte er 1282 die Westfriesen besiegen. Er ließ in Medemblik und Wijdenes Burgen errichten. Nach dem abschließenden Sieg bei Schellinkhout ging Florens nach Hoogwoud, wo sein Vater 1256 gestorben war, und überführte den Leichnam seines Vaters nach Middelburg. Bis 1289 konnte er schließlich den nördlichen Teil von Holland unter seine Kontrolle bringen. 1283 konnte er die lehensrechtliche Abhängigkeit von Südholland gegenüber dem Herzogtum Brabant beenden. Er verlieh einer Reihe von Orten das Stadtrecht und gewährte 1275 Amsterdam Zollprivilegien. Ab 1278 führte er eine rücksichtslose, aber zielgerichtete Politik gegenüber dem Bistum Utrecht, durch die er erheblichen Einfluss gegenüber den Bischöfen gewann. Gegenüber dem Adel von Seeland konnte er seine Vorherrschaft jedoch nicht durchsetzen, und nach einem Krieg mit Flandern musste er die Inseln von Seeland Graf Guido von Flandern überlassen.

## Verhältnis zu England

### Wirtschafts- und Heiratsbündnis mit dem englischen König
Ab etwa 1280 gewann der englische König Eduard I. zunehmend Einfluss auf die holländische Politik. Die niederländischen und flämischen Städte gehörten als Abnehmer der englischen Wolle zu den wichtigsten englischen Handelspartnern, weshalb dem englischen König an Frieden in der Region gelegen war. Eduard I. vermittelte zunehmend in den Konflikten zwischen Florens und seinen Nachbarn. 1281 schloss er mit Florens ein Heiratsbündnis, nach dem sein Sohn und Erbe Alphonso mit Margarite, einer Tochter von Florens verlobt wurde. Alphonso starb jedoch 1284 kurz vor der geplanten Hochzeit. 1285 erreichte der englische König die Verlobung seiner Tochter Elizabeth mit Johann, dem ältesten Sohn und Erben von Florens.

### Anwärter auf den schottischen Thron
Als 1290 nach dem Tod der Thronerbin Margarete die schottische Thronfolge ungeklärt war, gehörte Florens zu den zahlreichen Anwärtern auf den schottischen Thron. Er begleitete den englischen König, als dieser im Mai 1291 an die schottische Grenze nach Norham reiste. Dort baten schottische Magnaten den englischen König, über die Ansprüche der Thronanwärter zu entscheiden. Florens selbst behauptete, als Erbe seiner Ur-Ur-Urgroßmutter Ada of Huntingdon, einer Schwester des schottischen Königs Wilhelm I., vor John Balliol und Robert de Brus Anspruch auf den schottischen Thron zu haben. Seine Urgroßmutter sei von ihrem bis dahin kinderlosen Bruder als Erbin anerkannt worden, nachdem ihr anderer Bruder David of Huntingdon entweder nach dem Erhalt der Herrschaft Garioch in Aberdeenshire auf seine Ansprüche verzichtet hätte oder nachdem sein Erbe wegen eines Verbrechens für verwirkt erklärt wurde. Die Versammlung, die unter dem Vorsitz des englischen Königs über die Ansprüche der Anwärter entscheiden sollte, wurde für zehn Monate vertagt, damit Florens Urkunden für seine Behauptungen vorlegen könne. Nach den Behauptungen von Florens sollten die Urkunden in Edinburgh Castle oder in einer anderen schottischen Burg verwahrt worden sein, doch sie wurden nie gefunden. Die von Florens vorgelegten und von Bischof Archibald von Moray bezeugten Abschriften waren offenbar gefälscht, so dass Florens am 14. November 1292 seinen Anspruch zurückzog. Warum er letztlich diese Behauptungen aufstellte, ist unklar. Im Juni 1292 hatte er jedoch eine Vereinbarung mit dem Thronanwärter Robert de Brus geschlossen, nachdem der sie sich gegenseitig bevorteilen würden, falls einer von ihnen die Krone erlangen sollte. 1290 und 1291 zahlte ihm Eduard I. gemäß dem Heiratsabkommen von 1285 große Geldsummen. Der Anspruch von Florens ist insofern weiter zweifelhaft, weil nicht gesichert ist, dass seine Vorfahrin Ada die älteste Schwester von Wilhelm I. war. Ihre Schwester Margaret war beispielsweise eine Vorfahrin des Earl of Hereford, der damit auch ein möglicher Thronanwärter war, aber nie einen Anspruch auf den schottischen Thron erhob. Im Laufe des Verfahrens erweiterte Florens sogar noch seine Ansprüche, so stellte er im Namen seiner Vorfahrin Ada Ansprüche auf das Earldom Ross, ohne aber auch hierfür Belege vorweisen zu können. Eduard I. entschied schließlich im November 1292, dass John Balliol der rechtmäßige Thronanwärter sei, der daraufhin schottischer König wurde.

### Bruch mit England und Ermordung
Trotz seiner fragwürdigen Rolle in dem Thronfolgestreit behielt Florens zunächst weiterhin ein gutes Verhältnis zum englischen König. 1294 führte er für den englischen König maßgeblich die Verhandlungen mit dem römisch-deutschen König Adolf von Nassau, die zu einem gegen Frankreich gerichtetes Bündnis führten. 1294 war es zum Krieg zwischen England und Frankreich gekommen, und der englische König schloss nun auch mit Graf Guido von Flandern ein Bündnis. Als Florens jedoch 1295 einen Krieg gegen Graf Guido begann, verhängte Eduard I. über Holland ein Handelsembargo. Daraufhin schloss Florens im Januar 1296 ein Bündnis mit dem französischen König. Der englische König unterstützte nun die Verschwörung von Johann von Cuyk, eines Vasallen von Herzog Johann II. von Brabant, der zusammen mit anderen holländischen Adligen Florens V. gefangen nahm. Sie wollten ihn an den englischen König ausliefern, doch bei der Gefangennahme bei Muiderslot östlich von Amsterdam wurde Florens von Johann III. de Renesse und anderen Adligen ermordet. Er wurde in der Abtei von Rijnsburg beigesetzt, wo sein Skelett während ab 1949 durchgeführten Ausgrabungen entdeckt wurde.

## Ehe und Nachkommen
Florens hatte 1268 oder 1269 Béatrice de Dampierre (1253/4–1296), eine Tochter von Guido von Dampierre geheiratet. Mit ihr hatte er vermutlich neun Kinder, von denen aber sieben noch als Kind starben, darunter:
- Margarite
- Johann I. (1284–1299)

Daneben hatte er mindestens sieben uneheliche Kinder. Sein Erbe wurde sein Sohn Johann.